# Viejo Marihuano
Viejo Marihuano é sétimo álbum de estúdio do grupo mexicano, Cartel de Santa. O álbum foi lançado em 18 de novembro de 2016.

## Lista de músicas
| N.º | Título                  | Participação especial | Duração |  |
| 1.  | "Volvio El Sensei"      |                       | 3:24    |  |
| 2.  | "Leve"                  |                       | 3:46    |  |
| 3.  | "Bailar y Volar"        | Millonario            | 4:16    |  |
| 4.  | "Desde Cuando"          |                       | 3:35    |  |
| 5.  | "Clika Nostra"          | Santa Estilo          | 3:36    |  |
| 6.  | "Mucha Marihuana"       |                       | 3:48    |  |
| 7.  | "Culon Culito"          |                       | 3:43    |  |
| 8.  | "El Loco Mas Loco"      |                       | 4:02    |  |
| 9.  | "Si Estuviera En Dubai" |                       | 3:21    |  |
| 10. | "Somos Chidos"          | Bicho Ramirez         | 3:31    |  |
| 11. | "Soy Quien Soy"         |                       | 3:33    |  |